# Двориште (Градско)
Двориште (мкд. Двориште) је насеље у Северној Македонији, у средишњем делу државе. Двориште управно припада општини Градско.

## Географија
Двориште је смештено у средишњем делу Северне Македоније. Од најближег већег града, Велеса, насеље је удаљено 20 km јужно.
Рељеф: Насеље Двориште се налази у историјској области Повардарје. Село је положено изнад долине Вардара, на источним падинама планине Клепу. Насеље је положено на приближно 620 метара надморске висине. 
Месна клима је континентална.

## Становништво
Двориште је према последњем попису из 2002. године било без становника.
Већинско становништво у насељу били су етнички Македонци.
Претежна вероисповест месног становништва било је православље.